# Żugienie (przystanek kolejowy)
Żugienie – przystanek kolejowy we wsi Żugienie, w województwie warmińsko-mazurskim, w powiecie braniewskim, w gminie Pieniężno.
W roku 2017 przystanek obsługiwał 0–9 pasażerów na dobę.